# Cuy chactado

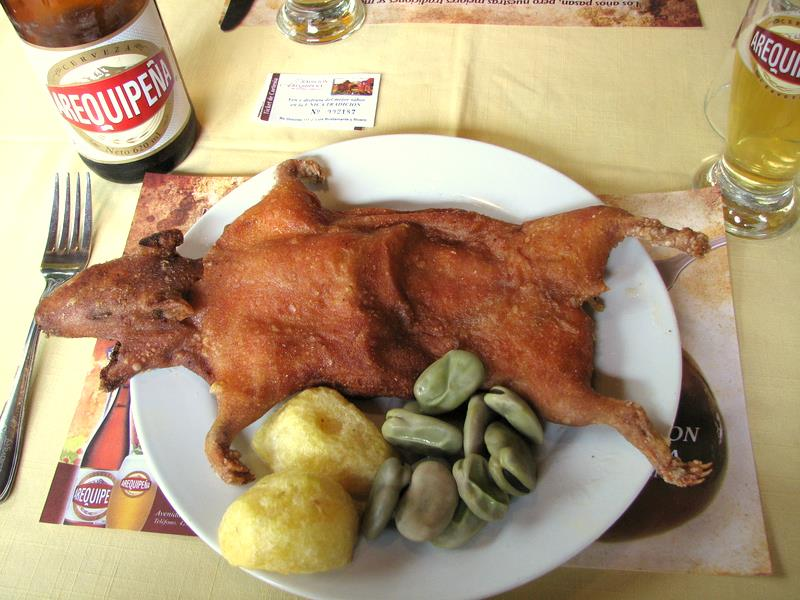
Cuy chactado mit Beilagen

Cuy chactado ist ein traditionelles Fleischgericht der peruanischen Küche. Es besteht aus Meerschweinchen, die allgemein in Südamerika als Cuy bezeichnet werden. In der Andenregion werden die dort weit verbreiteten und teils als Haustiere gehaltenen Meerschweinchen nachweislich seit etwa 900 v. Chr. gegessen und stellen eine wichtige Proteinquelle dar.
Cuy chactado ist ein überliefertes Rezept für eine spezielle Zubereitungsart, die typisch ist für die südperuanische Stadt und Region Arequipa. Das Meerschweinchen wird ausgenommen und im Ganzen zubereitet, ähnlich wie ein Huhn. Das Fleisch wird zunächst mit Gewürzen eingerieben, wobei Cayennepfeffer eine wichtige Rolle spielt. Man lässt es einige Stunden Geschmack annehmen, dann wird es in der Pfanne angebraten, wobei es während des Bratens mit einem flachen Stein beschwert wird. Das Cuy wird häufig mit Kartoffeln und einer Sauce namens Salsa criolla serviert. Es ist üblich, das ganze Tier auf dem Teller anzurichten inklusive Kopf.
In einer Quelle aus dem 19. Jahrhundert ist auch eine Variante überliefert, bei der das Tier mit Chili und kleinen heißen Kieselsteinen gefüllt und so gekocht wurde.
In Peru hat jede Andenregion eigene Rezepte für die Zubereitung von Meerschweinen. In Cusco wird es z. B. ähnlich wie ein Spanferkel dunkelbraun gegrillt.